# Economie colaborativă
Economia colaborativă este un sistem socio-economic clădit pe conceptul folosirii în comun a resurselor fizice și umane. Ea cuprinde crearea, producerea, distribuția, comerțul și consumul de bunuri și servicii de către persoane și organizații, în mod comun. În limbile de origine anglo-saxonă „economia colaborativă” este adesea numită și economia în comun (sharing economy), economie de la persoană la persoană („peer-to-peer” ori P2P), economie integrată (mesh economy) sau consum colaborativ. Aceste sisteme există într-o multitudine de forme și folosesc frecvent puterea calculatoarelor pentru a permite accesul la informație persoanelor, companiilor, organizațiilor neguvernamentale si guvernelor, acces la informație care permite distribuirea, împarțirea și refolosirea excesului de bunuri și servicii. Un punct de vedere prevalent este că dacă informația despre bunuri este disponibilă pe scară largă atunci valoarea acelor bunuri poate să crească atât pentru companii cât și pentru persoane și comunitați.

Consumul colaborativ, ca fenomen, este o categorie de înțelegeri cu caracter economic în care participanții au acces în comun la bunuri și servicii. Acesta diferă de sistemul actual unde fiecare participant este singurul proprietar al bunului sau serviciului consumat.  Adeseori acest model este posibil folosind tehnologia și comunitațile P2P.
Modelul de economie colaborativă este folosit în piețe online cu caracter general precum eBay, Craigslist, Taskrabbit sau Krrb, sau în piețe online specializate cum ar fi: cazare direct la persoană particulară (Airbnb), împrumut de bani (Lendingclub), transport cu mașina particulară în zona urbană (Uber sau Zipcar), schimb valutar (www.Midpoint.com) etc.
Modelul economic al economiei integrante se bazează pe folosirea în comun sau întegrarea calificării și a experienței participanților cât și a bunurilor și serviciilor. Acest model este ajutat de tehnologie care face mai eficientă legătura între oameni, bunuri și servicii, și având ca rezultat formarea de comunități, organizații și modele de activitate noi, atât private cât și publice. Tehnologii precum cea mobilă, internetul, rețele de comunicații, media socială , imprimante 3D, senzori permit persoanelor și organizațiilor să folosească în comun resursele existente în loc să aștepte pentru sectorul privat sau guvern ca să ofere bunurile și serviciile dorite. Aceste modele de tipul persoană-persoană creează oportunități noi pentru persoane, comunități, guverne și corporații să aibă tranzacții și să colaboreze. Termenul de „The Mesh economy” a fost introdus de Lisa Gansky în „The Mesh: Why the Future of Business is Sharing”.

## Obiectiv
Economia în comun se manifestă prin diferite forme precum profit, non-profit, troc, cooperație.  Economia în comun oferă acces mai larg la produse, servicii, talent și experiență în comparație cu ce se poate când fiecare este posesor unic. Această modalitate de a folosi în comun este numită neproprietate („disownership” în engleză).
Corporațiile, guvernele și persoanele participă cu toții ca cumpărători, vînzători, creditori sau chiriași în această multitudine de forme de organizare aflate în continuă evoluție. Ofertele de folosit în comun se bazează pe un set de valori care include încredere, transparență, contact uman, autenticitate, ajutor reciproc.
Economia integrată include firme și organizații din sectorul public sau privat care activează în diferite părți ale ei: persoană la persoană, economie colaborativă sau în comun, economie circulară. Trecerea de la a considera capacitatea nefolosită ca deșeu, la cea de a vedea-o ca o oportunitate de a crea valoare printr-o folosire mai eficientă este factorul comun între toate organizațiile participante în economia colaborativă. Această schimbare se evidențiază în două forme principale: una este reprezentată de noile modele de refolosire a excesului de capacitate a infrastructurii, a activelor, a talentelor și a experiențelor prin rețele, comunități și platforme bazate pe tehnologiile de comunicare noi. A doua formă urmărește să redefinească deșeul care este aruncat la gunoi ca o oportunitate de a refolosi și redistribui, ceea ce este scopul și mîndria economiei circulare. Aceste două abordări ale valorii nefolosite, au ca efect în modelele economiei colaborative un angajament de a proiecta, dezvolta și distribui produse, servicii și informații care suportă folosirea resurselor în mod sustenabil și suportă formarea de comunitați viabile și solide.

## Categorii de consum colaborativ

### Piețe de redistribuire
Un sistem de consum colaborativ se bazează pe trecerea bunurilor uzate (sau cumpărate și nefolosite) de la proprietarul care nu le mai dorește către cineva care le dorește. Aceasta este o alternativă la metoda „reduce, refolosește, reciclează, repară” de tratare a deșeurilor. În anumite piețe bunurile pot fi gratis, precum pe Freecycle sau Kashless. În alte piețe bunurile sunt oferite la schimb sau văndute, precum pe eBay, craigslist sau uSell. De asemenea este în creștere numărul de piețe specializate pentru haine de designer (Copious, Vestiaire Collective,  BuyMyWardrobe și Grand Circle).

### Mod de viață colaborativ
Acest sistem se bazează pe asocierea persoanelor cu nevoi sau interese asemănătoare ca să folosească în comun, sau să schimbe între ei, active nepalpabile precum timp, spațiu, competențe sau bani.

## Forme existente
Diferitele modalități de operare în cadrul economiei colaborative izvorăsc din cele mai vechi instincte umane: de cooperare, de a împărți, de generozitate, dorințe individuale și flexibilitate. Aceste modalități includ trocul, datul cu împrumut de bani sau bunuri, schimbul în natură, închiriatul, dat de cadouri, sau donații precum și forme de proprietate în comun cum ar fi cooperativele cooperativă. Multe din cele mai populare modele sunt bazate pe ceea ce se numește „piață bilaterală” care este o piață unde o platformă online este construită și întreținută de cineva (companie, organizație, guvern)  cu scopul de a facilita activități economice colaborative. Majoritatea platformelor sunt construite folosind tehnologia informației. Cele mai des întâlnite forme includ:

### Piețe P2P
În acest model persoanele au tranzacții directe cu alte persoane țn cadrul unei piețe bilaterale bazată pe o platformă online. Ele nu sunt sisteme P2P pure în sensul că există o piață centrală online care facilitează tranzacțiile. Exemple ar fi: Airbnb, JustShareIt, Taskrabbit, Uber.

### Piețe de educație
Aceste platforme permit participanților să se învețe unii pe alții și să câștige bani în același timp. Acest model nou este diametral opus modelului vechi educativ unde un învățător/profesor cu certificare este singurul autorizat să învețe pe alții. În modelul nou oricine poate fi un „mini expert” într-o anumită arie și să-și împartă cunoștințele cu alții. Astfel se inundă piața cu educatori capabili și se reduce costul educației pentru toți. Exemple includ: Italki, StudySoup sau Udemy.

### Platforme crowdfunding
Aceste modele folosesc de asemenea o piață bilaterală care permit persoanelor să ofere finanțare întreprinzătorilor, artiștilor, civic programelor și proiectelor sociale.  Exemple sunt: KickStarter și IndieGoGo.

### Piețe de inovație
Aceste piețe permit atât persoanelor simple cât și specialiștilor să folosească în comun capitalul lor intelectual ca să rezolve probleme.  Exemple sunt: architectureforhumanity și innocentive.

### Platformă administrație de stat – mediu de afaceri
Activitatea administrațieie de stat la toate nivelele de a permite accesul la date în formă electronică incurajează semnificativ inovații in legătura cu schimbul de date.

### Platformă  administrație de stat – cetățeni
Creșterea cererilor de către cetațeni pentru o guvernare transparentă și colaboratoare creează modele și forme noi de colaboare democratică. Căteva exemple ar fi inițiativa președinției americane „Open Government” sau cea a primăriei orașului Oakland, California „Open Budget Project”.

## Organizații care promovează economia colaborativă
În ultimii ani au apărut un număr de organizatii care încearcă să promoveze economia colaborativă și să conecteze participanții pentru a facilita tranzacțiile. Câteva exemple mai importante:
- The People Who Share:[18] Înființată de Benita Matofska în ianuarie 2011, în Marea Britanie, este o organizație nonprofit a cărei misiune este să popularizeze și să extindă economia colaborativă. Ei duc o campanie mondială în acest sens. În 2013 campania a mobilizat 70 de milioane de oameni in 192 de țări.[19] In 2014 „Ziua mondială a colaborarii” (Global Sharing Day) a fost sărbătorită pe 1 iunie.
- OuiShare:[20] O organizație nonprofit franceză care intenționează să adune într-o o rețea mondială cât mai mulți participanți în economia colaborativă. Au început în Franța în 2012 și sau extins în Europa, America de Sud și în orientul apropriat.
- Shareable:[21] Un centru nonprofit de știri și informații pentru economia colaborativă care publică și principala publicație online la nivel mondial despre economia colaborativă.
- CollaborativeConsumption.com:[22] Website create de Rachel Botsman după publicarea cărții ei 'What's Mine is Yours' (2010). Portalul este o resursă online pentru consumul colaborativ în întreaga lume și un punct de legătură pentru membrii acestei comunitați. Ei „oferă știri, articole, evenimente, locuri de muncă, studii și resurse preluate din canale de știri majore și din bloguri ale diferitor industrii, precum creează și articole originale".[23]
- The Mesh:[24] Care are o listă la nivel mondială cu toate afacerile participante in economia colaborativăși a organizat Mesh2013,[25] o întălnire la nivel mondial pentru „instigatorii” economiei colaborative.
- Echo (Economia orelor):[26] O organizație non-profit din Marea Britanie care oferă infrastructură (și militează la nivel național) pentru proiectele locale bazate pe „banca orelor” („time-banking” în engleză; „ora de muncă” e folosită ca monedă de schimb). Echo creează, adunănd oferte și cereri de servicii și bunuri, atăt sisteme pentru proiecte locale pentru banca orelor ca să se poată integra într-o rețea națională, căt și un model comercial pentru tranzacții între firme ca să creeze durabilitate pe term lung pentru bancile bazate pe ore.[27]. Echo inițiază firmele, organizațiile non-profit și corporațiile în folosirea orelor ca monedă de schimb ca un mod legitim de a purta afaceri, cu dorința de a face să dispară distincția între personal și profesional și astfel să se formeze o piață atotcuprinzătoare fără bani.[28]
- ProveTrust:[29]  O platformă online care măsoară nivelul de încredere și reputația  persoanelor bazat pe calificativul primit de la alți participanțti cu care au avut anterior tranzacții. Platforma facilitează astfel interacțiunea între participanții în economia colaborativă.
- Shared Economy CPA:  O companie americană de contabilitate care ajuta participanții în economia colaborativă să identifice modalitați legale de a-și reduce obligațiile fiscale.

## Avantaje ale economiei colaborative
Prin folosirea mai eficientă a resurselor disponibile (reciclare, refolosire) economia colaborativă este o cale de reducere a poluarii și a cheltuielilor.

## Critică și controverse
Giana Eckhardt și Fleura Bardhi afirmă că economia colaborativă promovează și acordă prioritate prețurilor ieftine și costurilor reduse, relațiile interpersonale jucând un rol extrem de redus. De exemplu, Zipcar este promovat drept un serviciu de partajare a călătoriilor, dar e evident că utilizatorii acestui site se bucură, practic, de avantaje similare clienților unui hotel. În acest exemplu, există o interacțiune socială minimă, iar preocuparea principală este costul scăzut. Alte exemple similare includ multe alte site-uri de economie colaborativă, cum ar fi AirBnB sau Uber. Din acest motiv, economia colaborativă nu se referă la a împărți cu alte persoane un bun, un imobil sau un serviciu, ci mai degrabă se referă la accesul utilizatorilor la informațiile relevante despre aceste bunuri, imobile și servicii. Giana Eckhardt și Fleura Bardhi spun că economia "colaborativă" i-a învățat pe oameni să acorde prioritate accesului ieftin și ușor la bunuri și servicii în detrimentul relațiilor interpersonale. În acest sens putem vorbi mai degrabă despre o economie de acces și nu despre o economie colaborativă. În contextul discuției privind economia colaborativă versus economia de acces, ar trebui să examinăm și modelele de afaceri promovate de platformele dedicate economiei colaborative. Modelul practicat adesea de cele mai mari platforme de economie colaborativă, sunt cele bazate pe servicii de intermediere în baza cărora acestea facilitează și gestionează contractele și plățile în numele abonaților lor. Acest model de afaceri subliniază încă o dată, accentul pus pe acces și tranzacție, și nu pe partajare sau pe relațiile interpersonale.
Website-ul de știri „Salon.com” și revista americană „CounterPunch” au criticat partea „pentru profit” a economiei colaborative care „extrage” profitul prin scurtcircuitarea anumitor costuri precum taxelor, asigurării și evitarea regulamentelor pe care afacerile înregistrate trebuie să le respecte.
Revista americană „New York Magazine” a scris că ceea ce determină oamenii să-și deschida ușa de la casă străinilor este nevoia de bani nu încrederea. Mulți din cei care participă în economia colaborativă au pierdut o sursă de venit ți au nevoie să o compenseze.